# Chapelle Saint-Antoine de la Cueille
La chapelle Saint-Antoine de la Cueille est une chapelle médiévale catholique construite dans le hameaux de la Cueille, dans la commune de Poncin, dans l'Ain en France.

## Histoire

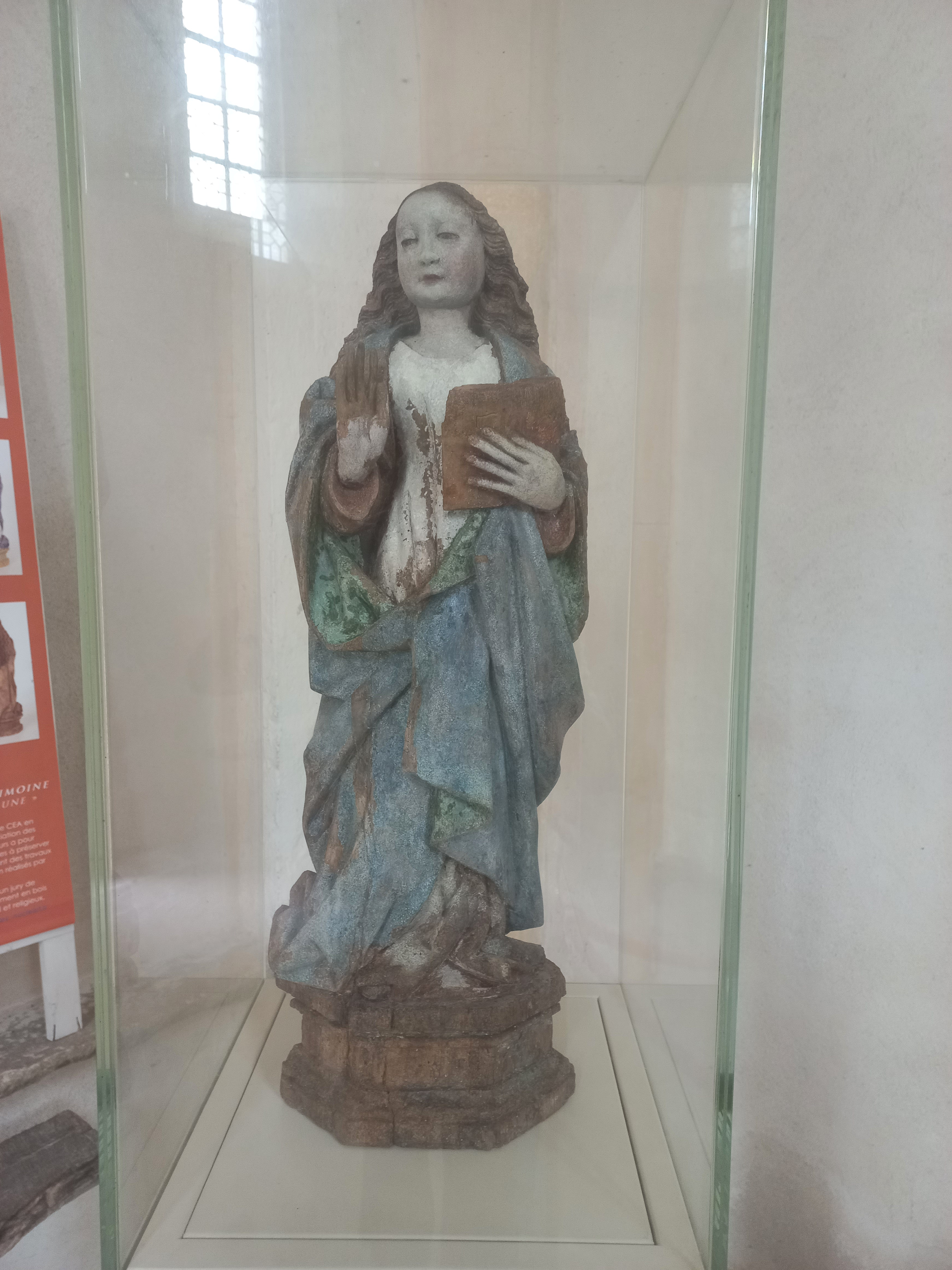
Statue en bois polychrome de Sainte Marie Madeleine.

On estime la construction de l'édifice au XVe siècle, il est toutefois probable que la chapelle soit plus ancienne et qu'elle remplace la chapelle dédiée à Hugues de Grenoble mentionnée au XIIIe siècle comme un lieu de passage des pèlerins de Saint Jacques de Compostelle. On sait toutefois qu'elle fut construite par la famille de Luyrieux. Cette famille obtient la seigneurie de la Cueille en 1299 à la suite d'une vente. La date exacte de la construction de l'édifice reste inconnue mais les archives mentionnent le mariage dans la chapelle, d'Humbert de Luyrieux et de Catherine de Bourgogne (fille illégitime du duc Philippe le bon de Bourgogne), le 28 novembre 1470. À l'époque, l'édifice était plus grand qu'aujourd'hui, aussi il est fort probable qu'il fut l'église de la paroisse de la Cueille (une chapelle étant déjà présente dans le château de la Cueille). Aussi, tout porte à croire que l'édifice fut construit par le père d'Humbert de Luyrieux : Guillaume IV de Luyrieux (né en 1411). La chapelle abrite d'ailleurs ses restes et ceux de son épouse Anne de La Chambre dont la pierre tombale est encore visible au sol de la chapelle.

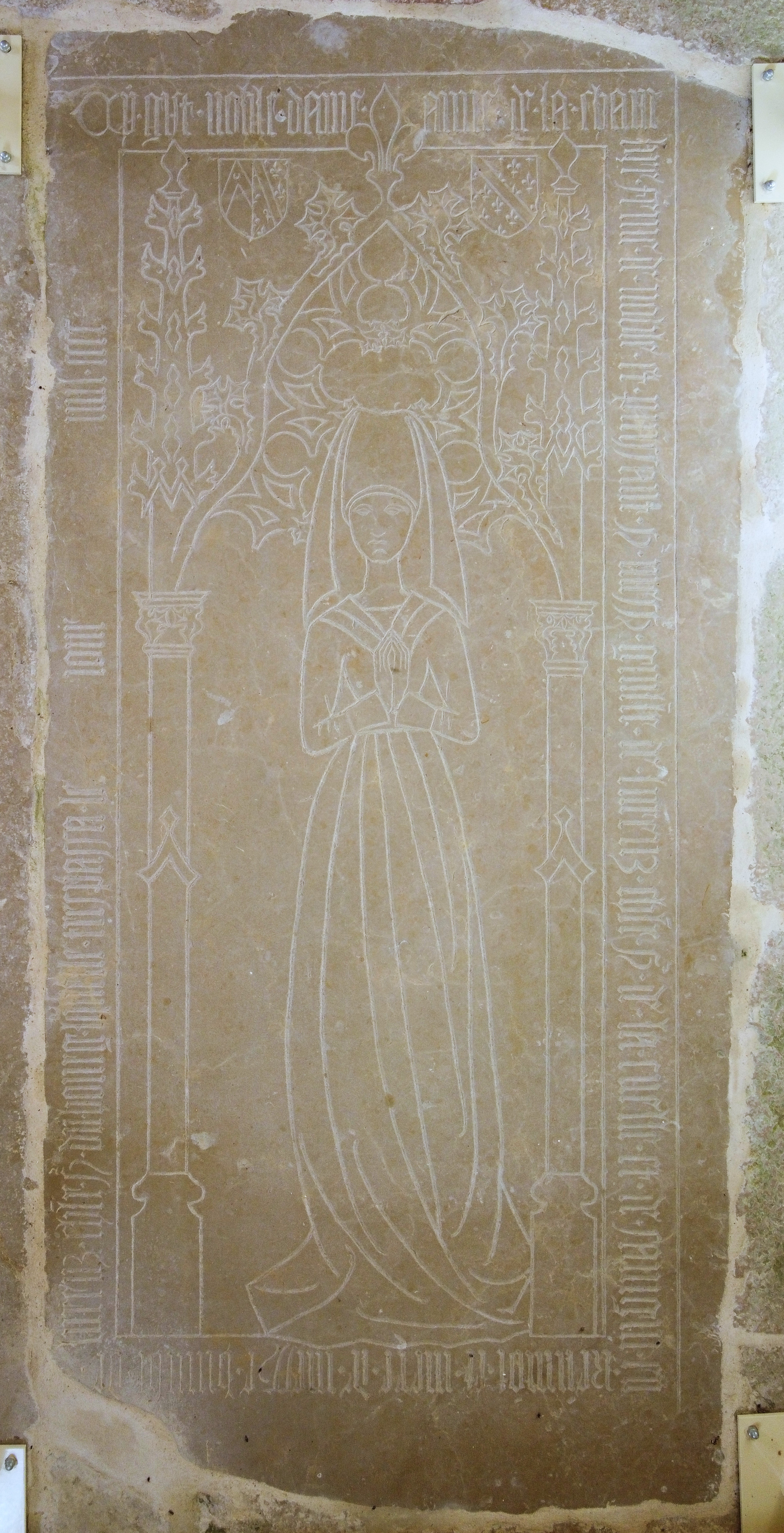
Dalle funéraire d'Anne de la Chambre.

## Architecture
La chapelle de la Cueille est d'architecture gothique. Elle est située à l'extrémité Est du hameaux de la Cueille. Elle en est aussi la construction la plus haute. Elle est reliée au château de la Cueille par un chemin (aujourd'hui il s'agit de la rue du château). Il ne subsiste de l'édifice que l'abside mais l'on peut observer les restes d'une nef en prolongement du mur Ouest de l'actuelle chapelle. Une ancienne ouverture au forme d'arc de cercle est encore visible sur la façade du mur Ouest ce qui confirme que la chapelle était plus étendue à l'origine. Le baron Raverat en 1867 écrit que cette partie de la chapelle avait servie d'habitation avant de tomber en ruine. Désormais, des bancs publics y sont installés.
Aujourd'hui la chapelle est donc en forme cubique. À l'intérieur des arcs-boutants partent des quatre coins de l'édifice. La clé de voûte qui les relie est décorée du blason de la famille de Luyrieux qui l'a faite construire.
Enfin, il substitue des restes de peintures murales datant du XVe siècle, ainsi que des inscriptions à l'entrée de l'édifice.

## Mobilier
La chapelle possède deux statues, l'une est en bois et représente Saint Antoine[Lequel ?] (à qui l'édifice est dédié) accompagné d'un cochon et tenant dans sa main gauche un ouvrage. Elle été réalisée par un artiste local au XXe siècle. La seconde statue, également en bois représente Sainte Marie Madeleine. Cette statue en bois polychrome est datée du XVIe siècle. Elle a été repeinte plusieurs fois avant d'être restaurée en 2009. Elle représente sainte Marie Madeleine tenant un ouvrage.
Une piscine se trouve dans le mur Sud de la chapelle, on a également un autre creux près de l'autel qui devait servir d'armoire eucharistique.
Enfin, une pierre tombale gravée indique la sépulture d'Anne de la Chambre. Cette pierre fut commandée par son fils, Humbert de Luyrieux et elle représente la défunte en train de prier. On peut lire l'inscription : "Ci git noble dame Anne de la Chambre femme de noble et pûissant seigneur messire Guillaume de Lureys, seigneur de la Cueille et de Savigny en Revermont et mère de messire Humbert de Lureys, seigneur du bourg". Elle fut classée monument historique (base Palissy) en 2000. Elle devait être accompagnée d'une gravure représentant le mari d'Anne de la Chambre, Guillaume IV de Luyrieux, mais cette dernière ne fut jamais réalisée.